# Wolfner József (könyvkiadó)
Wolfner József (Arad, 1856. január 8. – Budapest, 1932. február 16.) könyvkiadó, a Singer és Wolfner könyvkiadó és könyvkereskedő cég alapítója.

## Életpályája
Wolfner Simon és Fellner Cecilia fiaként született. Édesapját tizennyolc évesen veszítette el.

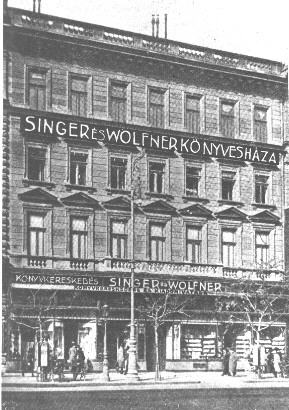
Singer és Wolfner könyvesháza az Andrássy út 16-ban (1912)

1885. március 1-jén – egyetemi tanulmányainak befejezése után – alapította meg a Singer és Wolfner könyvkiadó és könyvkereskedő céget, amely elsőként foglalkozott ifjúsági irodalom kiadásával, másik fő területe pedig a szépirodalom volt. 1923-ban vállalatát részvénytársasággá alakította át, amelynek elnök-vezérigazgatója volt. A könyvkiadó nevét olcsó könyvsorozatai tették ismertté. Az alapítók – Singer Sándor és Wolfner József – a Singer és Wolfner céget az egyik legelőkelőbb lap és könyvkiadó céggé fejlesztették. A Singer és Wolfnernek könyvesháza és kiadóvállalata is volt az Andrássy út 16-ban, ahol a boltok fölött, az emeleten szerkesztőségek is működtek.

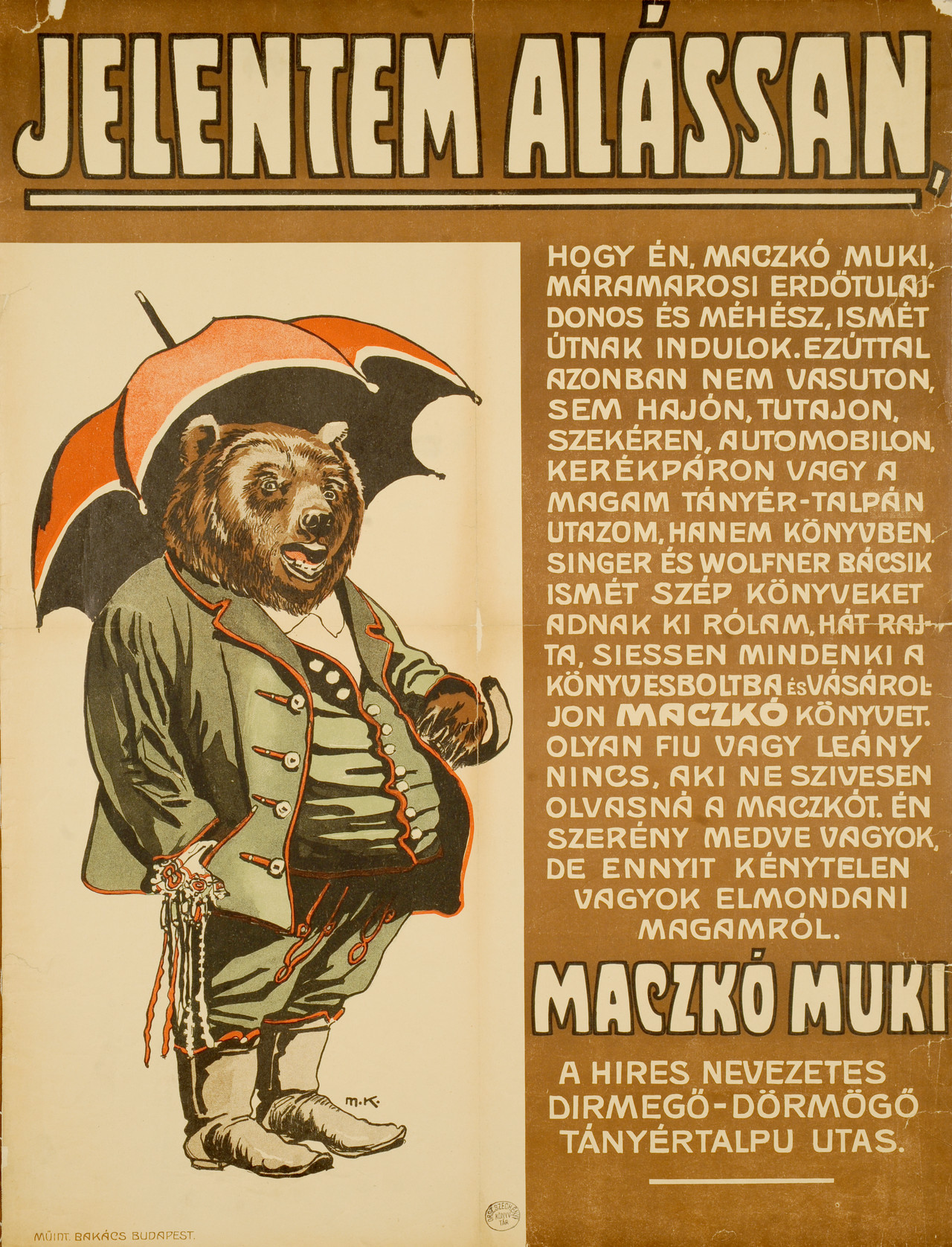
A Singer és Wolfner cég Maczkó Úr kalandjairól szóló könyveinek plakátja

Wolfner József, a szecessziós századforduló legjelentősebb könyvkiadója, az irodalmi üzletember, korának egyik legsikeresebb megtestesítője volt. Sikereinek titka az volt, hogy ki tudta tapogatni a közönség nagy átlagának igényeit és azt szolgálta ki kiadói tevékenységével. Kiadványai között együtt szerepeltek Herczeg Ferenc, Gárdonyi Géza, Csathó Kálmán, Surányi Miklós művei Beniczkyné Bajza Lenke és Hedwig Courths-Mahler műveivel. A középosztály, kispolgárság és a vidéki értelmiség igényeire alapozta könyveinek kiadását. Általában könnyen olvasható, ún. lektűr irodalmat adott ki, valamint ifjúsági és gyermekolvasók szolgálatára és olcsó, népszerű könyvek nagy számban való kiadására törekedett. A gyerekkiadványok közül legsikeresebbek Pósa Lajos művei és Sebők Zsigmond Maczkó Úr kalandjairól szóló könyvei. Legsikeresebb sorozatai voltak az Egyetemes Regénytár, melynek egyes kötetei húszezer példányban is elkeltek, ugyanúgy a Milliók Könyve, a Filléres Regénytár és később az Uj Idők lexikona című kiadványuk is.
Wolfner József nevét műgyűjtő és művészetpártoló tevékenysége is híressé tette. Mednyánszkyt tekintette az általa gyűjtendő legfontosabb mesternek, legjobb munkáit ő szerezte meg, szerződés is kötötte hozzá, de a fiatalabb nemzedéket, többek között Nagy Istvánt és Egry Józsefet is nagyra tartotta. Fia is gyarapította a gyűjteményt.
1922. március 9-én Budapesten, a Terézvárosban házasságot kötött a nála 21 évvel fiatalabb Roth Jolán fővárosi tanítónővel, dr. Roth Márk és Weiner Berta lányával.
A fővárosi képviselő-testület tagja volt.

Fia és örököse, Farkas István – neves, elismert festőművész, s aki a könyvkiadó első házasságából, a korán elhunyt budai Goldberger Annától született, majd Wolfner rokonoknál nevelkedett – épp kiállítást szervezett az Ernst Múzeumban, hogy apjának bizonyítsa: igazi művész vált belőle, amikor a megnyitó előtt két nappal Wolfner József meghalt. Halála után fia folytatta apja művészetpártoló, műgyűjtői tevékenységét; képzőművészeket támogatott, kiadójában foglalkoztatta Barcsay Jenőt, Hincz Gyulát, Szalay Lajost és Vilt Tibort. Farkas István 1932-től 1944-ig volt a cég vezérigazgatója. A Singer és Wolfner 1943-tól Új Idők Irodalmi Intézet Részvénytársaság néven működött tovább.
1932-ben a rákoskeresztúri Új köztemetőben helyezték örök nyugalomra. Síremlékét Pátzay Pál szobrász készítette.

## Kiadványai
- 1885 Egyetemes Regénytár; felnőttek számára kiadott regénysorozat (1885–1931) 1917-ig több mint 500 kötet jelenik meg –
- 1889 Az én újságom – gyermeklap Pósa Lajos szerkesztette
- 1889 Filléres könyvtár – olcsó füzetes sorozat az ifjúság számára – 350 kötet jelent meg
- 1895 Új Idők – képes hetilap, amely a szépirodalom, a művészet és a társadalom területéről tudósította olvasóit, kissé konzervatív szemléletű középrétegek érdeklődésére tartott számot. – Herczeg Ferenc szerkesztette, munkatársak többek közt a kor jelentős írói is: Bródy Sándor, Gárdonyi Géza, Mikszáth Kálmán ; 1949-ig jelent meg. 1945 után a lap szerkesztője: Fodor József költő, első két számát Kassák Lajossal együtt készítették.
- Uj Idők lexikona – 12 és 24 kötetes változatban is létezett
- 1895 Magyar Lányok – a serdülő polgári lányok lapja Tutsek Anna szerkesztésében
- 1902 Művészet – folyóirat
- 1911 Magyar Figyelő – heti folyóirat
- 1915 Milliók könyve
- 1930-as évek L’art Hongrois címmel francia–magyar nyelvű képzőművészeti könyvsorozatot indított (szerk.: François Gachot) megjelent kötetei: Rippl-Rónai, Csontváry, Nagy István, Derkovits Gyula, Egry József.

## Gyűjteményes kiadványai
- Bíró Lajos
- Bródy Sándor
- Farkas Imre
- Farkas Pál
- Gárdonyi Géza
- Herczeg Ferenc 1926 – összes művének jubileumi díszkiadása – Országos Herczeg Ferenc jubileum alkalmából
- Krúdy Gyula
- Lovik Károly
- Lőrinczy György
- Pósa Lajos
- Szabolcska Mihály
- Szomaházy István
- Tóth Béla – hatkötetes anekdotakincs
- Gáspár Ferenc: A föld körül – népszerű geográfiai munka